# Битва при Ковадонзі (722)
Би́тва при Ковадо́нзі (ісп. Batalla de Covadonga, араб. معركة كوفادونجا) — битва, що відбулася влітку 722 року біля Ковадонги, на півночі Іспанії, між військами християнської Астурії та ісламського Омеядського халіфату. Перша битва Реконкісти. Описана у середньовічних астурійських хроніках та арабських джерелах. Була першим зіткненням мусульман-завойовників із астурійцями, що не визнали арабського завоювання Іспанії. У битві силами християн, які нараховували 300 вояків, командував перший астурійський князь Пелайо. Мусульмани, числом понад тисячу, були під проводом Мунузи і аль-Ками. Астурійці заманили противника до вузької долини, оточеної горами. Вони обстріляли мусульман з гір стрілами і камінням, а потім атакували із засідки. За легендою, Пелайо особисто очолив атаку християн, тримаючи у руках Астурійський хрест. Омеядське військо було розбите, а сам аль-Кама загинув у бою. Уцілілі араби зібралися під командування Мунузи в Ковадонзі, але знову зазнали поразки поблизу сучасної Проаси. Згідно з астурійськими хроніками, битва була великою подією, в якій мусульмани втратили близько тисячі вояків. Арабські ж джерела описують сам бій як незначну сутичку. Перша перемога над Омеядами згуртувала християн у боротьбі проти поневолювачів і дала початок Реконкісті — рухові за визволення батьківщини. На згадку про перемогу була споруджена Каплиця Діви Марії в Ковадонзі. Битва лягла в основу іспанського націєтворчого міфу.

## Галерея

Арабські завоювання
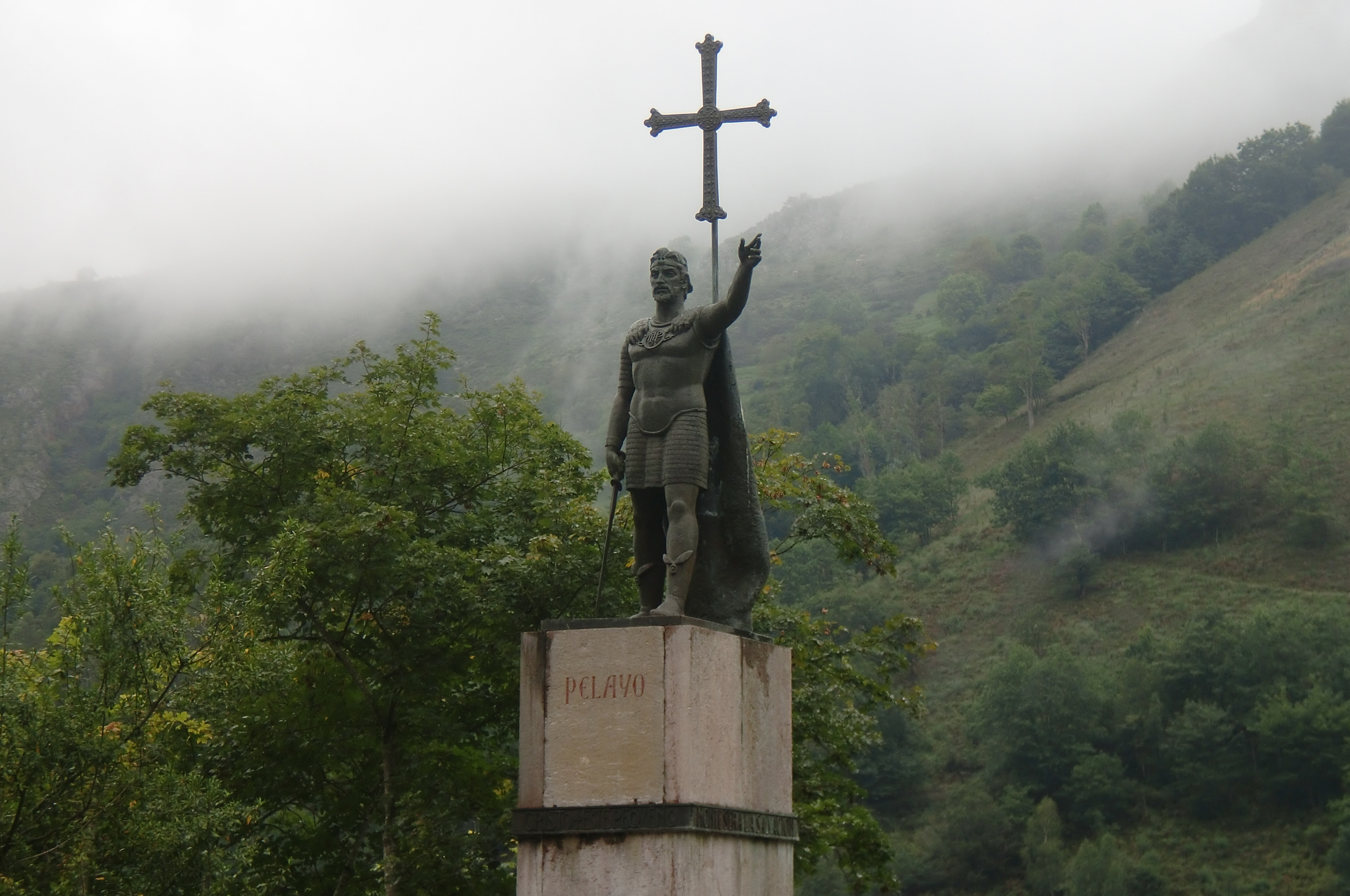
Пам'ятник Пелайо
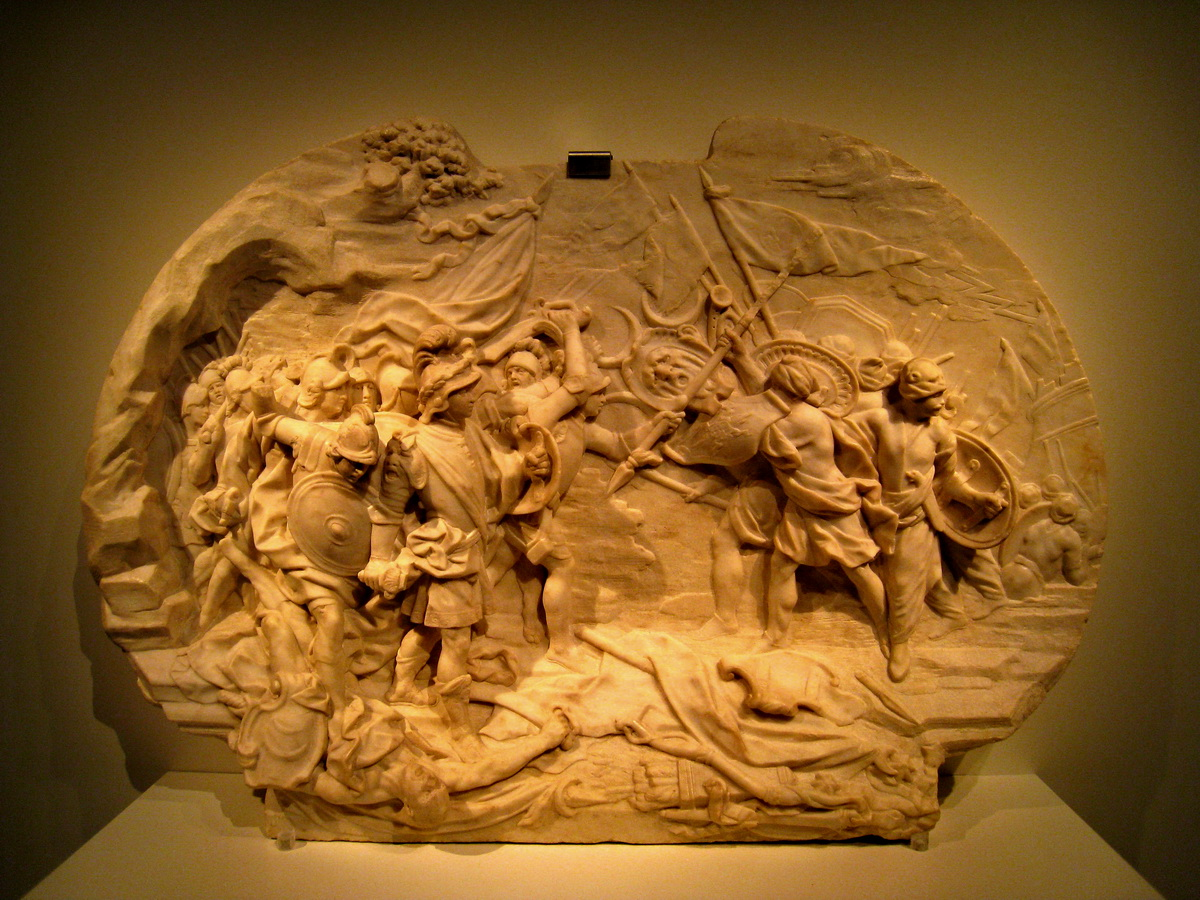
Барельєф
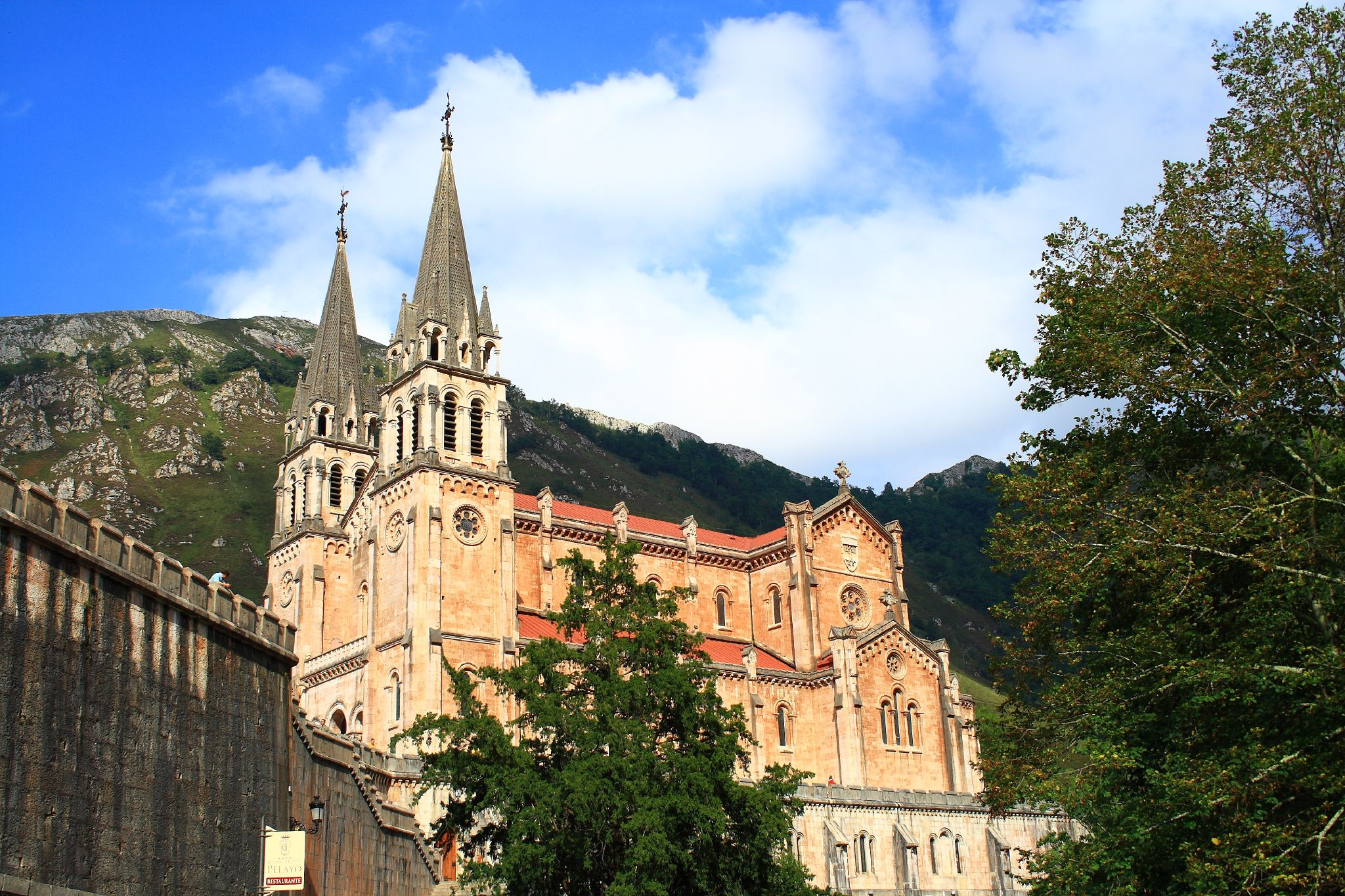
Каплиця Діви Марії